# Шнейдерман, Роза
Роза Шнейдерман (Роуз Шнайдерман, англ. Rose Schneiderman; 6 апреля 1882, Савин (ныне Люблинское воеводство), Царство Польское, Российская империя — 11 августа 1972, Нью-Йорк, США) — американская социалистка и феминистка, общественная и профсоюзная деятельница, одна из самых выдающихся женских профсоюзных лидеров своего времени. По профессии швея, работала на фабрике, занимала ключевые посты в профсоюзах шляпников и портных.
Принимала участие в суфражистском и феминистском движениях, выступала за предоставление женщинам равных с мужчинами прав, была одним из организаторов первых празднований Международного женского дня в Нью-Йорке и добилась референдума в штате Нью-Йорк 1917 года, предоставившего женщинам право на голос. В качестве одной из руководительниц Лиги женских профсоюзов Нью-Йорка приложила немало усилий в борьбе за безопасные условия труда после пожара на фабрике «Трайангл» в 1911 году.
Шнейдерман также была одной из основателей Американского союза защиты гражданских свобод и работала в Консультативном совете по труду Управления восстановления промышленности при президенте Франклине Делано Рузвельте. Ей приписывают фразу «Хлеб и розы», обозначившую требования и право работников и работниц на нечто большее, чем просто прожиточный минимум.

## Биография

### Ранние годы
Родилась под именем Рахиль Шнейдерман (Шнайдерман) 6 апреля 1882 года (по другим источникам — 1884 или 1886 года) в деревне Савин, в 14 километрах (9 милях) к северу от Хелма в русской Польше, будучи старшей из четырёх детей в религиозной еврейской семье. Её родители, Алтер (в эмиграции Самуэль) Шнайдерман и Двойра Ройтман, работали в швейных ремёслах. Рахиль сначала пошла в местную еврейскую школу, обычно предназначенную для мальчиков, а затем в русскую государственную школу в Хелме.
В 1890 году Шнейдерманы переехали в Нижний Ист-Сайд Нью-Йорка. Когда зимой 1892 года умер отец, семья осталась в нищете. Мать работала швеёй, пытаясь сохранить семью, но финансовое положение заставило её на некоторое время отправить своих детей в еврейский приют. Рахиль-Роза Шнейдерман была вынуждена покинуть школу в 1895 году после шестого класса. С 13 лет пошла на работу, начав в качестве кассира в универмаге, а затем работала швеёй, с 1898 года устроившись на шляпную фабрику. В 1902 году она вместе с остальными членами семьи ненадолго переехала в Монреаль, где у неё развился интерес как к радикальной политике, так и к профсоюзному движению.

### Профсоюзная деятельность
Вернувшись в Нью-Йорк в 1903 году, занялась объединением работниц на своей фабрике в профсоюз. Подав заявку на вступление в Объединённый профсоюз шляпников (United Cloth Hat and Cap Makers Union), она с единомышленницей справилась с предварительным заданием организовать 25 женщин всего за несколько дней, после чего профсоюз утвердил свою первую местную женскую организацию.

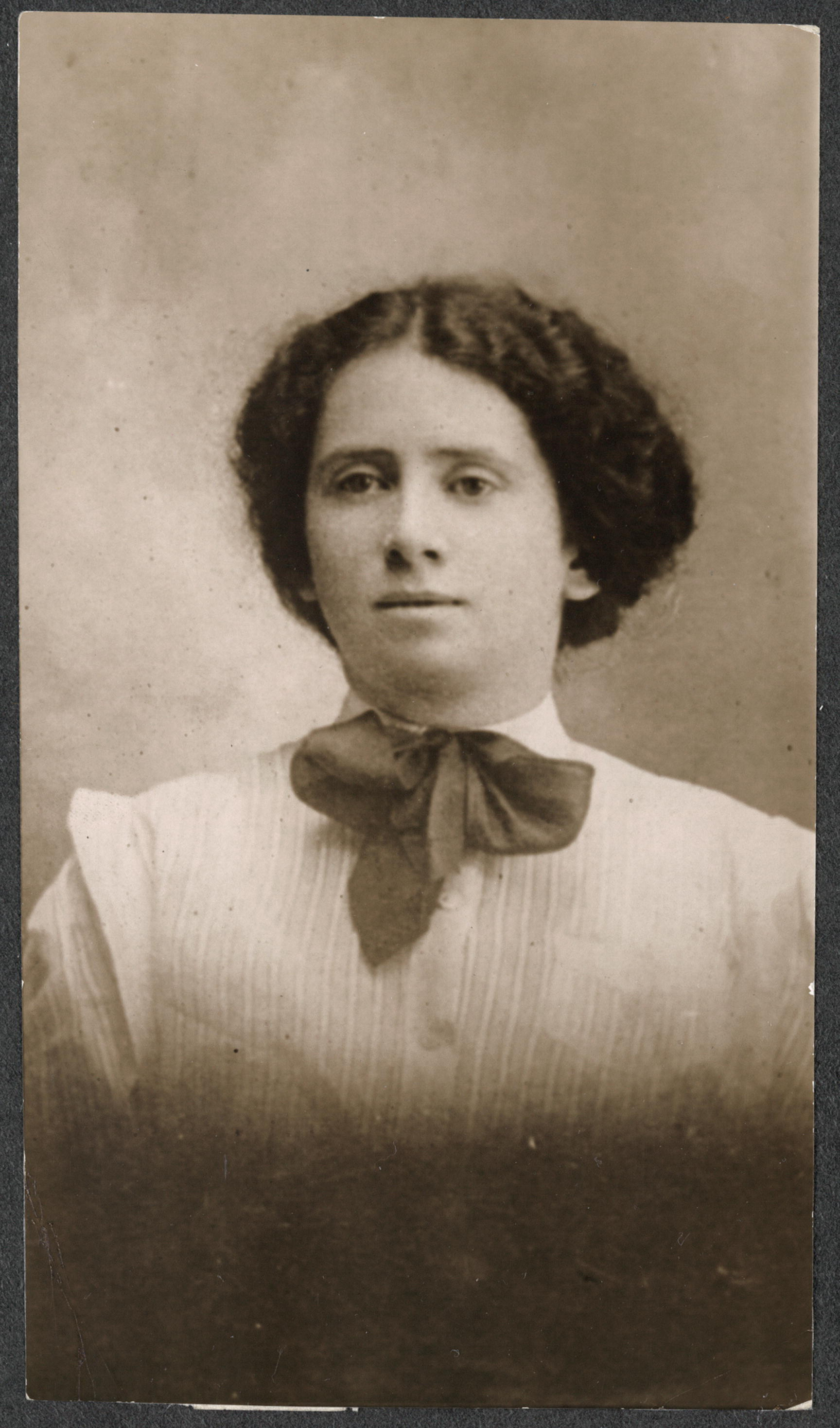
Вице-президент Лиги женских профсоюзов Роза Шнейдерман

Шнейдерман, в 1904 году первой из женщин избранная в руководство Объединенного профсоюза шляпников, получила широкое признание во время общегородской забастовки в отрасли в 1905 году. Избранная местным секретарём и представителем Центрального профсоюза Нью-Йорка, она вступила в контакт с нью-йоркской Лигой женских профсоюзов (WTUL), оказывающей моральную и финансовую поддержку организационным усилиям работниц. В 1908 году была избрана вице-председателем нью-йоркского отделения. Она ушла с завода, полностью посвятив себя профсоюзной работе в лиге и образованию.
Была активной участницей «Восстания 20 тысяч» — массовой забастовки работниц швейной промышленности в Нью-Йорке, начатой активисткой Международного профсоюза дамских портных (International Ladies' Garment Workers' Union) Кларой Лемлих в 1909 году.
Сама Шнейдерман участвовала в создании Международного профсоюза дамских портных, в котором в 1918—1919 и в 1926—1937 годах занимала должность президента (председателя), а в 1919—1926 годах — вице-президента. Занимала руководящие должности в нью-йоркском отделении более двадцати лет, пока оно не распалось в 1950 году.
Она также была одним из ключевых участников первого Международного конгресса трудящихся женщин 1919 года, целью которого было рассмотрение условий труда женщин на первом ежегодном собрании Международной организации труда. В 1920 году была делегаткой Международного конгресса трудящихся женщин в Копенгагене.

### Пожар на фабрике «Трайангл»
Пожар на фабрике «Трайангл» в 1911 году, когда 146 рабочих (преимущественно работниц) были сожжены заживо или погибли, прыгая с девятого этажа здания фабрики, где они были заперты, со всей трагичностью продемонстрировал насущность борьбы за улучшение условий труда и драматичность борьбы Шнейдерман и её товарищей по рабочему движению. Её профсоюз WTUL задокументировал аналогичные опасные условия — например, цеха без пожарных выходов (или запиравшие их в рабочее время) — в десятках потогонных мастерских в Нью-Йорке и окружающих городах; двадцать пять человек накануне погибли в аналогичной трагедии в Ньюарке, штат Нью-Джерси. Шнейдерман выразила свой гнев на мемориальном собрании памяти погибших, состоявшемся в Метрополитен-опера 2 апреля 1911 года, указав в своей речи, что только организованное рабочее движение, требующее строгого соблюдения условий труда, может предотвратить подобные трагедии.

### Право голоса для женщин

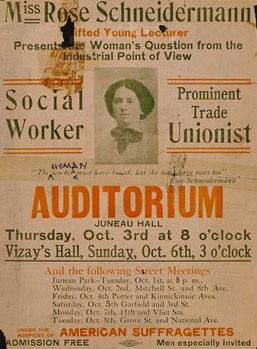
Плакат с объявлением о мероприятии Розы Шнейдерман

Начиная с Первого съезда женщин-профсоюзных активисток в 1907 году, Шнейдерман утверждала, что для улучшения условий труда работниц необходимо политическое расширение прав женщин. Соответственно, она помогла суфражистскому движению, которое считалось связанным прежде всего с привилегированными представительницами среднего класса, в вовлечении женщин из рабочего класса, особенно фабричных работниц и включении в повестку их проблем. Стала одной из самых популярных ораторов организаций, борющихся за равноправие и избирательные права.
В 1912 году от имени Национальной женской суфражистской ассоциации (NWSA) она выступала по промышленным городам штата Огайо с лекциями в поддержку референдума о всеобщем избирательном праве в штате. Чтобы заручиться поддержкой рабочих-мужчин, она подчеркивала, если бы их жёны и дочери имели право голоса, трудящиеся могли бы оказать огромное влияние на законодательство. Однако референдум 1912 года так и не состоялся, и только в 1923 году — уже после принятия федеральной Девятнадцатой поправки, которая предоставила женщинам право голоса, — фраза, ограничивающая круг избирателей «белыми мужчинами», была удалена из Конституции штата Огайо.
В 1917 году, в том же году, когда штат Нью-Йорк проголосовал на референдуме за избирательные права для женщин, Шнейдерман была назначена главой промышленной секции Нью-йоркской суфражистской ассоциации женщин. В этом качестве она выступала на собраниях профсоюзов мужчин (хотя многие работодатели пытались запретить мужчинам разговаривать с активистками), распространяла литературу и выступила с серией открытых писем, в которых объяснялось, как избирательное право может помочь женщинам. В день голосования Шнейдерман и несколько её товарищей занимались наблюдением на трёх избирательных округах — как она позже писала, они впервые смогли увидеть избирательный участок изнутри. Референдум предоставил женщинам Нью-Йорка полное право голоса.

### Политическая деятельность
В 1916—1917 годах Шнейдерман возглавляла промышленную секцию Женской суфражистской трудовой партии в Нью-Йорке. В 1920 году баллотировалась в Сенат США в качестве кандидата от Трудовой (Лейбористской) партии штата Нью-Йорк (составляющей Фермерско-трудовой партии США), получив 15 086 голосов и финишировав следом за кандидатами Прогибиционистской партии Эллой Бул (159 623 голоса) и Социалистической партии Джейкоба Панкена (151 246). Её электоральная программа призвала к строительству некоммерческого жилья для рабочих, развитию школ, национализации энергетических компаний и всеобщему государственному страхованию здоровья и от безработицы.
В качестве одной из основателей Американского союза защиты гражданских свобод подружилась с Элеонорой Рузвельт и её мужем Франклином Д. Рузвельтом. После избрания того президентом поддерживала «Новый курс». В 1933 году она была единственной женщиной, которая была назначена президентом Консультативного совета по труду Национальной администрации (Управления) по восстановлению промышленности, и входила в «мозговой траст» Рузвельта в течение этого десятилетия. С 1937 по 1944 год она была секретарём (министром) труда штата Нью-Йорк и проводила кампанию за расширение социального обеспечения домашних работниц и за равную оплату труда работающих женщин. В конце 1930-х и начале 1940-х она участвовала в усилиях по спасению европейских евреев. Хотя спасти удалось лишь небольшое количество, Альберт Эйнштейн писал ей: «Вы должны быть глубоко удовлетворены тем, что внесли столь важный вклад в спасение наших преследуемых собратьев-евреев от смертельной опасности и в приведение их к лучшему будущему».

## Наследие
Розе Шнейдерман приписывают одну из самых запоминающихся фраз женского движения и рабочего движения её эпохи.
Её фраза «Хлеб и розы» стала ассоциироваться с текстильной забастовкой 1912 года в Лоуренсе, штат Массачусетс, в которой участвовали в основном работницы-иммигрантки. Позже она была использована в качестве названия песни Джеймсом Оппенгеймом, поставлена на музыку Мими Фариньей и исполнялась различными артистами, среди которых были Джуди Коллинз и Джон Денвер.
В 1949 году Шнайдерман ушла из активной общественной жизни, периодически выступая по радио и перед различными профсоюзными аудиториями. Посвятила своё время написанию воспоминаний, опубликовав свой мемуарно-публицистический труд «Все за одного» в 1967 году.
Шнайдерман никогда не была замужем, не имела детей, и относилась к своим племянникам и племянницам как к собственным детям. Она находилась в близких отношениях с активистской женского рабочего движения Мод О’Фаррелл Шварц (1879—1937).
Роза Шнайдерман скончалась в Нью-Йорке 11 августа 1972 года в возрасте девяноста лет. В некрологе, появившемся в «Нью-Йорк Таймс», утверждалось, что она сделала «больше для повышения достоинства и уровня жизни работающих женщин, чем любой другой американец». В частности, там говорилось, что именно от неё Элеонора и Франклин Рузвельт узнали «большую часть того, что они знали о профсоюзах», и отмечалось её влияние на принятие Закона о трудовых отношениях 1935 года (также известного как Акт Вагнера), Национального закона о восстановлении промышленности и других реформ.
В марте 2011 года, когда исполнялось столетие после пожара на фабрике «Трайангл», разразился скандал в связи с тем, что республиканский губернатор штата Мэн Пол Лепаж распорядился демонтировать и переместить в секретное место мурал на здании Департамента труда в Огасте, включавший 11 панно и фотографию Розы Шнайдерман. Кроме того, он приказал переименовать семь конференц-залов Департамента труда, в том числе названные в честь Сезара Чавеса, Фрэнсис Перкинс и Розы Шнейдерман.